# 史籀
史籀（？—？），又稱史籒，相傳為周宣王時的太史官，另一假說春秋戰國間秦人。「史」意為史官，名「籀」，或為姓史名籀，目前尚無確切的考證。世人所知史籀，是因為《史籀篇》這部中國最早的字書，記載有二千餘籀文文字，其書體與大篆類似，又稍有不同。